# طراد بلوخر المدرع
طراد بلوخر المدرع (بالألمانية: SMS Blücher) هو آخر طراد مدرع بنته البحرية الإمبراطورية الألمانية، ليطابق معايير المدرعة الحربية البريطانية Invincible-class.